# Криси Тийгън
Кристин Даян Тийгън (на английски: Christine Diane Teigen) е американски фотомодел и телевизионна водеща.
Родена е на 30 ноември 1985 година в градчето Делта, щата Юта в семейство на електротехник, има смесен норвежки и тайски произход.
От 2004 година работи като фотомодел. Придобива широка известност с участията си в разни телевизионни предавания и като телевизионна водеща. Авторка е на готварски книги.